# Stergusa stelligera
Stergusa stelligera är en spindelart som beskrevs av Simon 1902. Stergusa stelligera ingår i släktet Stergusa och familjen hoppspindlar. Inga underarter finns listade i Catalogue of Life.